# Myron Boadu
Myron Boadu (Amsterdam, 14 januari 2001) is een Nederlands voetballer die als aanvaller speelt. Hij verruilde in 2021 AZ voor AS Monaco. Door de Franse club werd hij in januari 2024 aan FC Twente verhuurd en vervolgens voor het seizoen 2024/25 aan het Duitse VfL Bochum. Boadu debuteerde in 2019 in het Nederlands voetbalelftal.

## Clubcarrière

### AZ
Boadu werd geboren in Amsterdam, zijn ouders zijn van Ghanese komaf. Hij begon met voetballen in jeugd van SC Buitenveldert. Op elfjarige leeftijd werd hij afgewezen voor de jeugdopleiding van Ajax. Vervolgens speelde hij in de jeugd bij AZ. In het seizoen 2016/17 werd hij met Jong AZ kampioen van de Tweede divisie, waardoor Jong AZ naar de Eerste divisie promoveerde. Boadu maakte sinds het begin van het seizoen 2017/18 deel uit van de eerste selectie van AZ, maar miste bijna het hele seizoen door een knieblessure. Hij debuteerde op 6 mei 2018 voor AZ in de laatste wedstrijd van het seizoen, in een met 6-0 gewonnen thuiswedstrijd tegen PEC Zwolle. Hij kwam in de 67e minuut in het veld voor Mats Seuntjens.
Boadu werd op 12 augustus 2018 de jongste doelpuntenmaker in de Eredivisie voor AZ ooit door in de 42e minuut de 3-0 te maken in de eerste wedstrijd van het seizoen, tegen NAC Breda.  Ook de week nadien kwam hij tot scoren, op het veld van FC Emmen. Boadu brak in een thuiswedstrijd tegen Feyenoord, op zondag 16 september 2018, zijn enkel. Dit gebeurde toen hij tijdens een duel om de bal met Eric Botteghin ten val kwam. Het kostte hem zeven maanden om hiervan te herstellen. Hij maakte op 20 april 2019 zijn rentree in een uitwedstrijd tegen datzelfde Feyenoord. In het seizoen  2019/20 maakte Boadu veertien competitietreffers en werd hij daarmee vice-topscorer achter Steven Berghuis en  Cyriel Dessers die beiden vijftien doelpunten maakten. Tevens bereikte hij met AZ de knockoutfase van de UEFA Europa League.   

### AS Monaco
In de zomer van 2021 werd Boadu aangekocht door AS Monaco. Op 21 oktober 2021 maakte hij zijn eerste treffer voor deze club, in een uitwedstrijd tegen PSV in de Europa League. Hij kwam tot zes goals in zijn eerste seizoen in Frankrijk, waar hij vooral wisselspeler was. Dit bleef ook de anderhalf jaar erop zo, waardoor hij in de winter van 2024 op de lijst stond om verhuurd te worden.

### Verhuur aan FC Twente en VfL Bochum
Per 1 februari 2024 keerde Boadu terug in de Eredivisie. Hij werd door FC Twente voor een half jaar gehuurd van AS Monaco. Twee dagen na zijn overgang scoorde hij tijdens zijn debuut als invaller binnen twaalf minuten zijn eerste doelpunt voor de club tegen RKC Waalwijk (3-0 winst). Boadu speelde elf wedstrijden voor FC Twente, waarin hij drie keer scoorde. Hij startte twee keer als basisspeler. In april 2024 was hij uitgeschakeld door een hamstringblessure.
Na afloop van het seizoen keerde Boadu terug naar Monaco. In augustus 2024 werd hij voor een jaar verhuurd aan VfL Bochum, dat uitkomt in de Bundesliga.

## Clubstatistieken

### Beloften
| Seizoen                   | Club            | Competitie      | Competitie | Competitie |
| Seizoen                   | Club            | Competitie      | Wed.       | Dlp.       |
| ------------------------- | --------------- | --------------- | ---------- | ---------- |
| 2016/17                   | Jong AZ         | Tweede divisie  | 9          | 7          |
| 2017/18                   | Jong AZ         | Eerste divisie  | 0          | 0          |
| 2018/19                   | Jong AZ         | Eerste divisie  | 1          | 0          |
| Totaal beloften           | Totaal beloften | Totaal beloften | 10         | 7          |
| Bijgewerkt op 31 mei 2021 |                 |                 |            |            |

### Senioren
| Seizoen                   | Club           | Competitie     | Competitie | Competitie | Beker | Beker | Europees | Europees | Totaal | Totaal |
| Seizoen                   | Club           | Competitie     | Wed.       | Dlp.       | Wed.  | Dlp.  | Wed.     | Dlp.     | Wed.   | Dlp.   |
| ------------------------- | -------------- | -------------- | ---------- | ---------- | ----- | ----- | -------- | -------- | ------ | ------ |
| 2017/18                   | AZ             | Eredivisie     | 1          | 0          | 0     | 0     | 0        | 0        | 1      | 0      |
| 2018/19                   | AZ             | Eredivisie     | 8          | 3          | 0     | 0     | 2        | 0        | 10     | 3      |
| 2019/20                   | AZ             | Eredivisie     | 24         | 14         | 2     | 0     | 13       | 6        | 39     | 20     |
| 2020/21                   | AZ             | Eredivisie     | 31         | 15         | 1     | 0     | 6        | 0        | 38     | 15     |
| 2021/22                   | AS Monaco      | Ligue 1        | 31         | 4          | 3     | 1     | 8        | 1        | 42     | 6      |
| 2022/23                   | AS Monaco      | Ligue 1        | 12         | 3          | 0     | 0     | 4        | 0        | 16     | 3      |
| 2023/24                   | AS Monaco      | Ligue 1        | 9          | 1          | 1     | 0     | 0        | 0        | 10     | 1      |
| 2023/24                   | → FC Twente    | Eredivisie     | 11         | 3          | 0     | 0     | 0        | 0        | 11     | 3      |
| 2024/25                   | → VfL Bochum   | Bundesliga     | 19         | 9          | 1     | 0     | 0        | 0        | 20     | 9      |
| Carrièretotaal            | Carrièretotaal | Carrièretotaal | 146        | 52         | 8     | 1     | 33       | 7        | 187    | 60     |
| Bijgewerkt op 4 juni 2025 |                |                |            |            |       |       |          |          |        |        |

## Interlandcarrière
Boadu debuteerde op 19 november 2019 onder leiding van Ronald Koeman in het Nederlands voetbalelftal. Hij kwam toen in de 46e minuut in het veld voor Memphis Depay in een met 5–0 gewonnen kwalificatiewedstrijd voor het EK 2020 tegen Estland. Hij schoot zelf het laatste doelpunt binnen na een assist van Kevin Strootman. Boadu debuteerde in dezelfde wedstrijd als zijn teamgenoot bij AZ, Calvin Stengs. Met dit debuut werd hij de eerste Oranje-speler die in de eenentwintigste eeuw geboren werd.
Na dit debuut speelde Boadu weer enkele jaren in Jong Oranje.
| Interlands van Myron Boadu voor Nederland | Interlands van Myron Boadu voor Nederland | Interlands van Myron Boadu voor Nederland | Interlands van Myron Boadu voor Nederland | Interlands van Myron Boadu voor Nederland | Interlands van Myron Boadu voor Nederland | Interlands van Myron Boadu voor Nederland |
| №                                         | Datum                                     | Wedstrijd                                 | Uitslag                                   | Competitie                                | Goals                                     | Assists                                   |
| ----------------------------------------- | ----------------------------------------- | ----------------------------------------- | ----------------------------------------- | ----------------------------------------- | ----------------------------------------- | ----------------------------------------- |
|                                           |                                           |                                           |                                           |                                           |                                           |                                           |
| Als speler bij AZ                         |                                           |                                           |                                           |                                           |                                           |                                           |
| 1.                                        | 19 november 2019                          | Nederland – Estland                       | 5 – 0                                     | Kwalificatie EK 2020                      | 87'                                       |                                           |

## Erelijst
| Competitie     | Aantal  | Jaren   |
| Jong AZ        | Jong AZ | Jong AZ |
| -------------- | ------- | ------- |
| Tweede divisie | 1x      | 2016/17 |